# Julio Camba
Julio Camba, né le 16 décembre 1882 à Vilanova de Arousa (Galice, Espagne) et décédé le 28 février 1962 à Madrid, est un journaliste, écrivain et humoriste espagnol.

## Biographie
Il naît dans une famille de classe modeste. Son père est maître d'école. À l'âge de treize ans, Julio Camba fait une fugue et s'embarque clandestinement dans un navire qui a pour destination l'Argentine. À Buenos Aires, il côtoie les cercles anarchistes et y fait ses premières armes de journaliste en rédigeant des pamphlets et autres articles. Cela entraîne son expulsion d'Argentine en 1902 avec d'autres anarchistes étrangers.
De retour en Espagne, il écrit dans El Diario de Pontevedra, puis s'installe à Madrid où il écrit pour des revues anarchistes comme El Porvenir del Obrero (L'Avenir de l'ouvrier). Peu de mois après, il crée son propre journal : El Rebelde (Le Rebelle). Il est accompagné par Antonio Apolo. À partir de 1905, il est chroniqueur de El País, journal républicain. Ses écrits traitent de thèmes variés où s'y manifeste son indépendance d'esprit.
En 1907, il devient chroniqueur parlementaire pour España Nueva. Son style brillant s'affirme en même temps que l'humour et le scepticisme qui l'accompagneront tout au long de sa carrière. À cette époque a lieu le procès à la suite de l'attentat contre Alphonse XIII. Julio Camba est appelé à déclarer à cause de ses liens avec l'auteur de l'attentat, l'anarchiste Mateo Morral. Dans certains articles, Camba explique le peu de relations qu'il avait avec cet anarchiste.
Sa vie de correspondant à l'étranger commence en 1908 lorsque Juan Aragón l'incorpore à l'équipe de La Correspondencia de España. La Turquie est sa première destination. Camba y couvre les élections et le changement de régime. À son retour de Constantinople, il est engagé par El Mundo pour être correspondant à Paris et Londres.
En 1912, il dispose d'une rubrique intitulée Diario de un español (Journal d'un Espagnol) dans le quotidien La Tribuna. Il retourne à Londres puis envoie ses premiers articles depuis Berlin pour ce journal. En 1913, il rejoint le quotidien monarchique de Madrid ABC. Cette collaboration se poursuivra jusqu'à sa mort en 1962, avec quelques interruptions comme lorsqu'il écrit pour El Sol entre 1917 et 1927.
À la fin des années 1920, il est correspondant à New York d'où il écrit l'article En defensa del analfabetismo qui exprime son opposition à la généralisation de l'alphabétisation. Ses chroniques de New York sont recueillies dans son livre La Ciudad automática (La Ville automatique).
Durant la Guerre civile, ses chroniques où il exprime sa sympathie pour le camp franquiste sont publiées dans l'ABC de Séville.
Julio Camba s'intéresse de près à la gastronomie au point d'être surnommé le "Brillat-Savarin espagnol".
En 1949, il fixe son domicile à l'Hôtel Palace de Madrid où il vivra jusqu'à sa mort. Julio Camba décède le 28 février 1962 des suites d'une embolie.

## Ses chroniques
Julio Camba écrit avec humour et esprit critique sur les us et coutumes des populations qu'il observe dans des villes telles que Constantinople, Paris, Genève, Londres, Madrid ou Berlin.

## Publications
Mis à part La casa de Lúculo (ouvrage gastronomique), tous les livres de Julio Camba sont des recueils de chroniques journalistiques.

### En français
- Ô juste, subtil et puissant venin !, L'Insomniaque, 2016.

### En espagnol
- «¡Oh, justo, sutil y poderoso veneno!» : Los escritos de la Anarquía (1901-1907), Pepitas de calabaza, 2014.
- El destierro (1907)
- Londres (1916)
- Alemania, impresiones de un español (1916)
- Playas, ciudades y montañas (1916)
- Un año en otro mundo (1917)
- La rana viajera (1920)[1]
- Aventuras de una peseta (1923)
- El matrimonio de Restrepo (1924)
- Sobre casi todo (1927)
- Sobre casi nada (1927)
- La casa de Lúculo o el arte de comer (1929)
- Haciendo de República (1934)
- La ciudad automática (1934)
- Esto, lo otro y lo de más allá (1945)
- Etc., etc. (1945)
- Mis páginas mejores (1956). Réédition : Pepitas de Calabaza, Logroño, 2012.  (ISBN 978-84-939437-5-2)
- Ni fuh ni fah (1957)
- Millones al horno (1958)